# Trzy sny o tym samym
Trzy sny o tym samym – pierwszy singel zespołu Myslovitz z wokalistą Michałem Kowalonkiem. Singel miał premierę 3 grudnia 2012 r. w audycji Piotra Stelmacha w “Tonacji Trójki” na antenie Programu Trzeciego Polskiego Radia.

## Notowania
| Lista                              | Pozycja |
| ---------------------------------- | ------- |
| Lista Przebojów Programu Trzeciego | 15      |
| Aferzasta Lista Przebojów          | 20      |
| Szczecińska Lista Przebojów        | 15      |
| Lista Przebojów UWM                | 2       |

## Teledysk
Wideoklip zrealizowano na 35-milimetrowej taśmie filmowej, we współpracy z PWSFTViT w Łodzi. Reżyserem i autorem zdjęć jest Maciej Twardowski. W teledysku w rolach wędkarzy wystąpili: Haukur M Hrafnsson i Seijin Ahn. Za montaż i udźwiękowienie teledysku odpowiada Julita Mańczak. Premiera w serwisie YouTube odbyła się 31 stycznia 2013 r.